# Szczecinki hipopleuralne
Szczecinki hipopleuralne (łac. chaetae hypopleurales) – rodzaj szczecinek występujący na tułowiu muchówek.
Szczecinki te osadzone są na płytce hipopleuralnej, powyżej nasady trzeciej pary odnóży. Układają się zazwyczaj w gęsty pionowy rządek.